# Ryssnäs, Östergötland
Ryssnäs är en ort i Norrköpings kommun vid sjön Glans norra strand. Från 2015 avgränsade SCB här en småort som även sträcker sig över gränsen in i Finspångs kommun. Vid avgränsningen 2020 klassade SCB bebyggelsen som en del av tätorten Svärtinge och småorten avregistrerades.